# Raymond Vilain
Raymond Charles Vilain (22 juillet 1921 à Nérondes, dans le Cher; 18 février 1989 à Neuilly, dans les Hauts-de-Seine) est un médecin français et professeur de chirurgie plastique.
Il est le fils de Marcel Louis Vilain et de son épouse Blanche (née Marcus). Il obtient son diplôme d'études secondaires en 1939 au lycée de Nevers et sert dans la Marine nationale à partir de 1944 (grade de colonel). Il obtient son doctorat en médecine à Paris en 1952. Le 28 décembre 1961, il épouse Francine Pierrette Huet, avec qui il aura un fils.

## Carrière
Raymond Charles Vilain fut professeur de chirurgie plastique et chef du service de chirurgie à l'hôpital Boucicaut de Paris à partir de 1968. Il dirigea le service de chirurgie orthopédique de l'hôpital jusqu'en 1985. Mais il était avant tout chirurgien plasticien et son nom restera à jamais associé aux premières tentatives de re-greffes de membres. Il s'est délibérément limité aux doigts et aux mains. Il n’y a eu aucun problème éthique ou immunologique car il s’agissait d’autogreffes. Si possible, lui et son équipe transportaient le doigt coupé ou déchiré dans un mouchoir sur de la glace jusqu'à la salle d'opération, où ils essayaient ensuite de recoudre les vaisseaux sanguins et les nerfs sectionnés sans négliger la restauration des structures osseuses et cutanées. Pour pouvoir réaliser ces opérations, il fallait un microscope opératoire, qui n'était pas encore disponible au service d'orthopédie de l'hôpital Boucicaut à l'époque ; le seul du genre se trouvait au service ORL, ce qui nécessitait toujours quelques ajustements. Grâce à ses étudiants formés à l’étranger, il a pu introduire la microchirurgie dans son département.
En 1972, il fonde l'organisation SOS Mains. Son idée de base était que les blessures graves aux mains devaient être soignées en urgence par un spécialiste. Il a inventé son dicton favori : « Jeux de mains, jeux de Vilain ». Il existe aujourd'hui 45 centres de chirurgie de la main ouverts 24h/24 rien qu'en France et le concept SOS Mains a été adopté en Belgique, en Italie, au Luxembourg, en Suisse et en Espagne.
Spécialiste du traitement antimicrobien des plaies, il se passionne également pour les malformations féminines causées par la suralimentation et invente la lipectomie, très en avance sur son temps.

## Personnalité et honneurs
Raymond Vilain était connu pour son esprit, son humour et ses aphorismes. C'était un brillant organisateur, un opérateur rapide et brillant et un très bon psychologue qui connaissait les idées psychosomatiques de son époque.
En 1974, il est nommé chevalier de la Légion d'honneur. En 1986, il écrit le livre éthique et moral Le Pouvoir Médical et en 1988, il écrit son livre le plus connu Jeux de Mains, qui reçoit la même année le Prix Auguste Furtado du meilleur livre non fictionnel de l'Académie française.
Depuis 1995, la Fondation d'enseignement et de recherche en chirurgie esthétique décerne le prix Raymond Vilain pour une présentation exceptionnelle lors de son assemblée annuelle.